# غلستانة (أصفهان)
غلستانة هي قرية في مقاطعة أصفهان، إيران. عدد سكان هذه القرية هو 88 في سنة 2006.